# Marxar o morir
Marxar o morir (títol original: March or Die) és una pel·lícula britànica dirigida per Dick Richards, estrenada el 1977. Ha estat doblada al català.

## Argument
Al final de la Primera Guerra mundial, un destacament de la Legió estrangera s'embarca cap al Marroc amb la finalitat de protegir una missió d'escavacions arqueològiques. L'expedició és dirigida per François Marneau i protegida per l'esquadra del major Foster, en la qual s'hi ha allistat un seductor atracador, Marco Segrain, per escapar a la presó. Un poderós cap àrab, El Krim intenta impedir l'avenç de la petita tropa.

## Repartiment
- Gene Hackman: major William Sherman Foster
- Terence Hill: Marco Segrain
- Catherine Deneuve: Simone Picard
- Max von Sydow: François Marneau
- Ian Holm: El Krim
- Rufus: sergent Triand
- Jack O'Halloran: Ivan
- Marcel Bozzuffi: tinent Fontaine
- Wolf Kahler: el primer alemany